# Wefensleben
Wefensleben település Németországban, azon belül Szász-Anhalt tartományban. Lakosainak száma 1652 fő (2023. december 31.).

## Népesség
A település népességének változása:
| Lakosok száma | 1770 | 1746 | 1697 | 1681 | 1652 |
|               | 2017 | 2019 | 2021 | 2022 | 2023 |